# Boscia oleoides
Boscia oleoides är en kaprisväxtart som först beskrevs av William John Burchell och Dc., och fick sitt nu gällande namn av Tölken. Boscia oleoides ingår i släktet Boscia och familjen kaprisväxter. Inga underarter finns listade i Catalogue of Life.